# Advanced Mobile Telephone System
Advanced Mobile Telephone System (AMTS) o Sistema Telefònic Mòbil Avançat és un sistema 0G de comunicacions ràdio que va ser utilitzat al Japó durant els anys 90 en sistemes portàtils de ràdio. L'AMTS va ser el successor natural del HCMTS i les seves aplicacions comercials operaven a la banda de 900 MHz.